# Сліпий експеримент
Сліпий або засліплений експеримент - це експеримент, в якому інформація про тестування прихована від його учасника, щоб зменшити або усунути упередження, аж до отримання результатів тестування. Оскільки упередження може бути навмисним або несвідомим, сліпий експеримент ніяким чином не є виразом недовіри до учасників. Якщо і виконавець експерименту, і учасник діють в сліпу, таке дослідження називається подвійно сліпим експериментом.
Сліпе тестування застосовується там, де якісь предмети повинні порівнюватися без впливів очікувань та вподобань тих, хто їх випробовує, наприклад, у клінічних дослідженнях для оцінення ефективності лікарських препаратів і процедур без ефектів плацебо чи ноцебо, ефекту очікувань спостерігача, або свідомого обману; або у порівняльних тестуваннях комерційних продуктів, щоб об'єктивно оцінити переваги для користувача без впливу бренду та інших властивостей, які не перевіряються.
Засліплення може бути накладено на дослідників, техніків, учасників і спонсорів. Протилежністю сліпого дослідження є відкрите випробовування. Сліпі експерименти є важливим інструментом наукового методу в багатьох галузях — у медицині, психології та соціальних науках, природничих науках, наприклад фізиці та біології, прикладних науках, таких як дослідження ринку, і багатьох інших. У деяких дисциплінах, таких як випробовування лікарських препаратів, тестування сліпим методом вважаються незамінними.
У деяких випадках, хоча сліпі експерименти можуть бути корисними, вони є нездійсненними або неетичними; наприклад, в галузі психології розвитку: хоча було б інформативно ростити дітей у певних експериментальних умовах, наприклад, на віддаленому острові зі штучною інкультурацією, це є порушенням етики та прав людини.
Терміни сліпе або засліплене за використання в цьому сенсі є переносним розширенням буквальної ідеї одягання комусь пов'язок на очі. Термін масковане також може бути використаний для цього ж поняття; це зазвичай буває в офтальмології, де слово «сліпий» часто використовується лише у буквальному сенсі.

## Історія
Французька академія наук провела перші записані сліпі експерименти 1784 року: Академія створила комісію з вивчення тверджень про тваринний магнетизм, запропонованих Францем Месмером. На чолі з Бенджаміном Франкліном і Антуаном Лавуазьє, комісія провела експерименти, в яких просила гіпнотизерів визначити об'єкти, які раніше були заповнені «життєвим флюїдом», у тому числі деревину і пляшки води. Учасники були нездатні це зробити. Комісія перейшла до розгляду тверджень, пов'язаних з лікуванням «загіпнотизованих» пацієнтів. Ці пацієнти показували ознаки поліпшення здоров'я, але комісія це пов'язала з тим, що ці пацієнти вірили, що їм стане краще — перше наукове припущення про зараз добре відомий ефект плацебо.
У 1799 р. англійським хіміком Гемфрі Деві проведено ще один ранній сліпий експеримент. При вивченні впливу закис азоту (звеселяючий газ) на людську фізіологію, Деві навмисно не говорив своїм піддослідним, яку концентрацію газу вони вдихали або коли вони дихали звичайним повітрям.
Сліпі експерименти почали використовуватися і за межами суто наукових лаштунків. У 1817 році комітет вчених і музикантів порівняв скрипку Страдіварі зі скрипкою, схожою на гітару, розробленою військово-морським інженером Франсуа Шано. Відомий скрипаль грав на кожному інструменті, а комітет слухав у сусідній кімнаті, щоб уникнути упередження.
Одне з перших есе на користь сліпого підходу до експериментів у цілому написав Клод Бернар у другій половині 19-го століття, який рекомендував розщеплювати будь-який науковий експеримент між теоретиком, який задумує експеримент і наївним (і, бажано, неосвіченим) спостерігачем, який реєструє результати без попереднього знання теорії або гіпотези, що перевіряється. Ця пропозиція різко контрастувала з поширеною в епоху Просвітництва точкою зору, що наукові спостереження можуть бути об'єктивними, коли вони зроблені освіченим, інформованим науковцем.
Подвійні сліпі методи набули особливої популярність в середині 20-го століття.

## Однократно сліпі дослідження
Однократно сліпі дослідження описують експерименти, в яких інформація, яка може призвести до упереджень або інакше спотворити результат приховується від учасників, але експериментатор повністю володіє фактами.
В однократно сліпому експерименті, окремі учасники не знають, чи вони є так званими «тестовими» суб'єктами, чи членами «контрольної групи експерименту». Однократно сліпе дослідження використовується, коли експериментатори або повинні знати всі факти (наприклад, під час порівняння обману з реальною хірургічною операцією) і тому експериментатори самі не можуть бути сліпими, або там, де експериментатори не внесуть додаткових упереджень і тому їм не потрібно бути сліпими. Однак існує ризик, що учасники знаходяться під впливом через взаємодію із дослідниками — відомий як ефект експериментатора. Однократно сліпі дослідження є особливо ризикованими у психології та соціальних дослідженнях, де експериментатор має очікування того, які результати повинні бути, і може свідомо або підсвідомо впливати на поведінку суб'єкта.
Класичним прикладом однократно сліпого тесту є  «Pepsi Challenge». Тестер, часто працівник маркетингу, готує два набори стаканів коли з написом «A» і «B». Один набір стаканів наповнений Пепсі-колою, а інший наповнений Кока-колою. Тестер знає, яка содова в яких стаканах, але не повинен розкривати цю інформацію учасникам. Добровольцям пропонують спробувати дві чашки содової і запитують, якій содовій вони віддають перевагу. Одна з проблем такого типу однократно сліпого тесту в тому, що тестер може ненавмисно давати підсвідомі сигнали, які впливають на учасників. Крім того, можливо, що тестер міг навмисно внести упередження, підготувавши різні газовані напої по-різному (наприклад, покласти більше льоду в стакан або підсунувши один стакан ближче до учасника). Якщо тестер — це маркетолог, що працює в компанії, яка фінансує опитування, завжди є можливість конфлікту інтересів, коли маркетолог усвідомлює, що його майбутній дохід буде ґрунтуватися на результатах тесту.

## Подвійно сліпі дослідження
Подвійно сліпе дослідження описує особливо жорсткий спосіб проведення експерименту, за якого намагаються усунути суб'єктивні, несвідомі упередження учасників експерименту (зазвичай людей) і виконавців. Подвійні сліпі дослідження були вперше використані 1907 року В. Г. Р. Ріверсом та Х. Н. Вебером у дослідженні впливу кофеїну.
У більшості випадків подвійно сліпі експерименти вважаються такими, що мають вищий рівень наукової строгості, ніж однократно сліпий або не сліпий експеримент.
У цих подвійно сліпих експериментах, ні учасники, ні дослідники не знають, які учасники належать до контрольної групи, які — до тестової. Тільки після того, як усі дані були записані (і, в деяких випадках, проаналізовані) дослідники дізнаються, які учасники якими були. Виконуючи експеримент подвійно сліпим способом можна значно зменшити здатність упередження або фізичних сигналів (наприклад, ефект плацебо, упередженість спостерігача, ефект експериментатора) спотворювати результати (зокрема тим, що дослідники або учасники поводяться інакше, ніж у повсякденному житті). Випадковий розподіл учасників за експериментальною і контрольною групами є важливою частиною будь-якого подвійно сліпого дослідження. Ключ, який ідентифікує учасників і до якої групи вони належать, зберігається третьою особою, і не повідомляється дослідникам, поки дослідження не закінчиться.
Подвійно сліпі методи можуть бути застосовані до будь-якої експериментальної ситуації, в якій існує імовірність того, що результати будуть залежати від усвідомленої або неусвідомленої упередженості з боку дослідників, учасників, або обох з них. Наприклад, у дослідженнях на тваринах і доглядач за тваринами, і оцінювач результатів повинні бути засліпленими; в іншому випадку доглядач може ставитися до контрольної групи по-іншому і змінити результати.
Комп'ютерно-контрольовані експерименти іноді також помилково іменуються подвійним сліпим методом, оскільки програмне забезпечення не може призвести до прямого упередження між дослідником і учасником. Розробка опитувань, представлених учасникам з допомогою комп'ютерів, показує, що упередження можуть бути легко вбудовані в процес. Системи голосування є також прикладами, де упередження може бути легко вбудоване у зовні просту автоматичну систему. За аналогією з людиною-дослідником, описаною вище, частина програмного забезпечення, що забезпечує взаємодію з людиною, подається учаснику як сліпий дослідник, а частина програмного забезпечення, яка визначає ключ, — як третя особа. Прикладом може служити тест ABX, де учасник повинен визначити невідомий стимул Х як стимул А чи B.

## Потрійно сліпі дослідження
Потрійно сліпе дослідження є продовженням подвійно сліпого; моніторингова група за змінами реакції не повинна ідентифікувати групи, вона просто отримує дані для А та В. Потрійно сліпе дослідження має теоретичну перевагу в тому, що дозволяє моніторинговій групі більш об'єктивно оцінювати результати змін реакції. Це припускає, що оцінка ефективності і шкоди, а також запити щодо спеціального аналізу можуть бути упередженими, якщо відома належність групи. Однак, у ході випробовування, де моніторингова група має етичну відповідальність з забезпечення безпеки учасників, така конструкція може виявитися контрпродуктивною.

## Використання

### У медицині
Подвійно сліпе дослідження відносно легко виконувати у дослідженнях препаратів шляхом створення однакового вигляду (кольору, смаку тощо) досліджуваного і контрольного (або плацебо, або вже визнаного препарату) препаратів. Пацієнти випадково розподіляються у контрольну та експериментальну групу і отримують випадкові номери від координатора дослідження, який також кодує препарати також випадковими числами. Ні пацієнти, ні дослідники, які моніторять результат, не знають, який пацієнт отримує яке лікування до завершення дослідження, коли випадковий код відкривається.
Ефективного засліплення може бути важко досягти, коли лікування відчутно ефективне (і справді, дослідження припинялись у випадках, коли випробувані комбінації препаратів були настільки ефективними, що було визнано неетичним продовжувати приховувати результати від контрольної групи і населення в цілому), або коли ліки мають дуже характерний смак або незвичайні побічні ефекти, які дозволяють досліднику та/або учасникам здогадатися, до якої групи вони були призначені. Крім того, важко використовувати подвійно сліпий метод, щоб порівняти хірургічні та нехірургічні втручання (хоча «підробна операція», яка включає простий розріз, може бути етично допустимою). Хороший клінічний протокол дозволить передбачити можливі проблеми, щоб засліплення було якомога ефективнішим. Окремі науковці також доводять, що навіть у ході подвійно сліпого дослідження, загальне ставлення експериментатора, таке як скептицизм або ентузіазм щодо процедури, яка тестується, може бути підсвідомо перенесене на піддослідних.
Практики доказової медицини надають перевагу сліпим рандомізованим контрольованим випробуванням (РКВ, англ. randomised controlled trials), де вони є можливими. Такі випробування розташовані досить високо в ієрархії доказів; більш надійним вважається тільки мета-аналіз декількох добре розроблених РКВ.

### У фізиці
Сучасні експерименти в ядерній фізиці і фізиці елементарних частинок часто охопюють велике число аналітиків даних, що працюють разом для отримання кількісних даних зі складних наборів даних. Зокрема, аналітики хочуть повідомляти точну оцінку систематичної помилки для всіх їх вимірювань; це важко або неможливо, якщо однією з помилок є упередженість спостерігача. Щоб прибрати це упередження, експериментатори розробити техніки сліпого аналізу, де експериментальний результат прихований від аналітиків, поки вони не погодилися — в залежності від властивостей набору даних інших, ніж кінцеве значення—що методики аналізу виправлені.
Один приклад сліпого аналізу виникає в нейтринних експериментах, наприклад, Нейтринної обсерваторії Садбері, де експериментатори хочуть повідомити загальну кількість N зафіксованих нейтрино. Експериментатори мають попередні припущення про те, яким це число має бути, і ці очікування не повинні спотворити аналіз. Таким чином, експериментаторам дозволяють бачити невідому частину f з загального обсягу даних. Вони використовують ці дані, щоб зрозуміти підґрунтя, ефективність виявлення сигналів, роздільну здатність детекторів тощо. Проте, оскільки ніхто не знає «засліплюючої частки» f, ніхто не має попередніх очікувань з приводу безглуздого підрахунку нейтрино N' = N × f у видимих даних; таким чином, аналіз не вводить жодних упереджень у фінальне число N.
Ще одна сліпа схема використовується у аналізах B-мезонів у таких експериментах як BaBar та CDF; тут, вирішальним експериментальним параметром є кореляція між енергією і часом розпаду певних частинок — які вимагають надзвичайно складного і копіткого аналізу, — і знаками заряду частинок, які досить тривіально виміряти. Аналітики можуть працювати з усіма даними про енергію і час розпаду, але не мають інформації про знак заряду, і, отже, не побачать кореляцію (якщо така є). В кінці експерименту правильні знаки заряду відкриваються; аналітичне програмне забезпечення один раз проганяється (без суб'єктивного втручання людини), і отримані цифри публікуються. Пошук рідкісних подій, таких, як електронні нейтрино в MiniBooNE або розпад протона в Super-Kamiokande, вимагають схем засліплення зовсім іншого класу.

### У криміналістиці
У процедурі впізнання підозрюваних за фото, офіцер показує групу фотографій свідку або жертві злочину і просить його або її вибрати підозрюваного. Це фактично є однократно сліпим тестом пам'яті свідка і може бути предметом прихованого або відкритого впливу з боку офіцера. У правоохоронних органах США шириться рух щодо переходу до подвійно сліпої процедури, за якої офіцер, який показує фото свідку, не знає, на якому фото підозрюваний.

### У музиці
Зараз під час набору музикантів в оркестри роблять сліпі прослуховування: музиканти виконують твори за ширмою так, щоб їх зовнішність і стать не могла стати упередженням для слухача, який оцінює їх виступ.

## Цікаві факти
Прикладом того, як суб'єктивні чинники можуть призвести до помилкової інтерпретації експерименту, є історія з відкриттям так званих «N-променів», про яке 1903 року оголосив французький фізик Р. Блондло. N-промені, за його словами, посилювали здатність очей бачити предмети за поганої освітленості. Він заявив також, що сконструював спектроскоп для N-променів, у якому використовувалася алюмінієва призма. Пізніше інший фізик, Роберт Вуд, відвідав лабораторію Блондло. Блондло, демонструючи свої досліди Вуду, стверджував, що спостерігає на собі дію променів, хоча Вуд перед експериментом непомітно вийняв зі спектроскопа алюмінієву призму.